# Livro de Éter
O Livro de Éter é um dos livros que compõem o Livro de Mórmon.
Segundo o texto explanatório constante no início do Livro de Mórmon, o Livro de Éter contém a história do povo jaredita. O nome do povo deriva do personagem que teria liderado estes numa peregrinação desde o local onde a Torre de Babel fora construida até o Continente Americano.
Seu irmão, designado apenas "irmão de Jarede" no Livro de Éter, seria o líder espiritual deste grupo quando da peregrinação. O irmão de Jarede teria visto a Jesus Cristo. Seu verdadeiro nome seria, segundo Joseph Smith Jr., Mahonri Moriâncumer.}}
Morôni seria o responsável pela condensação do registro dos jareditas, inclusão de alguns comentários próprios e a indexação desde volume nas placas de ouro, placas essas que teriam dado origem ao Livro de Mórmon.